# Tour César, Provins
Stolp Tour César je donžon iz 12. stoletja, ki stoji v Provinsu (Seine-et-Marne, Francija) na vrhu hriba, kjer je bilo ustanovljeno zgornje mesto ("Ville-Haute").
To je edini znan osmerokoten stolp . Stolp je bil uporabljen tudi kot zapor. Med stoletno vojno so ga zasedli Angleži, ki so ga obdali z obzidjem.
Stolp je od leta 1846 uvrščen med francoske zgodovinske spomenike. 

## Zgodovina
Prvi stolp, ki je obstajal leta 1137, je bil imenovan v listini, ki je določala meje sejmov Šampanje.
Sedanji stolp je bil zgrajen na skalnem obrobju v Gornjem mestu, prej imenovanem "Kraljev stolp"  ("Tour du Roi"), "Veliki stolp" ("Grosse Tour"), "Zaporniški stolp" ("Tour aux prisonniers"), verjetno je bil zgrajen v času vladavine Henrika I. Šampanje (1152-1183), po letu 1150 po mnenju Andréja Châtelaina, après 1150 selon André Châtelain. Legenda pravi, da izvor Provinsa sega v rimsko obdobje. Po tej tradiciji bi velik stolp v Provinsu postavil Julij Cezar. Vendar noben vir ne dokazuje, da bi Cezar kdaj prišel v Provins. to ime je bližje simbolu moči. Prvotno stolp ni bil pokrit in se je končal s prsobranom. Trenutna streha in ogrodje izvirata iz 16. in 17. stoletja.

## Arhitektura
Ta stolp je zgrajen na umetnem griču in na stenah utrdbe, ki je imela funkcijo donžona. Stolp je služil tudi kot zapor, vendar je bila njegova glavna vloga vojaška: dva krožna hodnika sta omogočala razgled na ravnico Brie.
Na dnu ima kvadratni tloris, ki na srednji višini postane osmerokoten, od prvega hodnika pa ga obdajajo štirje okrogli stolpiči. Temelji stavbe je prekrit z obzidjem, ki so ga Angleži dodali po obleganju leta 1432 in je znano po grozljivem imenu Pâté aux Anglais. Tour César je bil nadgrajen s teraso s stražarskim stolpom in prsobranom.

### Streha
Stolp je pokrit s streho pod katero sta dva prostora za zvonove iz 17. stoletja. Položena in zaščitena sta z lesenimi okvirji.
Stolp ima zdaj streho s čudovitim okvirjem iz 17. stoletja, pred to je obstajala od leta 1571. Pohodna ploščad proti zahodu nudi dober razgled na visokemu mesto, medtem ko je proti vzhodu pogled proti spodnjemu mestu.

### Zvonovi
Stolp se uporablja tudi kot zvonik, šest originalnih zvonov, pet je bilo uničenih in staljenih v letih 1793 in 1798, za izdelavo pušk in kovancev. Največji in edini preostali ima premer 1,48 m in tehta 3000 kg. Na njem je napis: Leta 1511, ko se je stopil / De Quiriace, sem dobil ime, / kraljujem v zraku in preganjam oblake / Hudič, grmenje in toča po mojem imenu.

### Notranjost
Znotraj, v pritličju, je bila velika obokana soba, ki je služila kot skladišče za oskrbo z zalogami. V zgornjem nadstropju je bil še en prostor iste velikosti, vendar višji, imenovan salle des gardes (soba stražarjev), komunikacijski center stolpa. Od tam se po stopnicah pride v nižjo, guvernerjevo sobo in pokrit hodnik. Obok je perforiran s 'servisno luknjo' za komunikacijo z zadnjim hodnikom. Vstop do ječe, kjer so imeli zapornike, je po ozkih hodnikih v debelini sten. Stolp je bil pokrit leta 1554, zvonovi pa so  prišli iz zvonika cerkve Saint Quiriace, ki je propadla iz leta 1689.
Majhen zvon izvira iz leta 1889.

## Galerija
- Veliki zvon
- Mali zvon
- Ostrešje iz 17. st.
- Pokriti hodnik